# Kebon Baru (Simpang Keramat)
Kebon Baru is een bestuurslaag in het regentschap Aceh Utara van de provincie Atjeh, Indonesië. Kebon Baru telt 250 inwoners (volkstelling 2010).